# Charles-Blaise-Félix Filleau
Charles-Blaise-Félix Filleau (29 septembre 1739, Niort - 8 avril 1790, Paris), est un homme politique français.

## Biographie
Conseiller de la sénéchaussée et juge à Niort, il est élu le 24 mars 1789 député du tiers aux États généraux par la sénéchaussée du Poitou.
À l’assemblée, il siège dans la majorité réformiste, demande la vérification en commun des pouvoirs, prête le serment du Jeu de paume et fait partie de la députation envoyée 16 juillet 1789 auprès du Roi pour demander le retrait des troupes réunies autour de la capitale.

## Sources
- « Charles-Blaise-Félix Filleau », dans Adolphe Robert et Gaston Cougny, Dictionnaire des parlementaires français, Edgar Bourloton, 1889-1891 [détail de l’édition]